# Vitesse in het seizoen 2010/11
|              | Eredivisie | KNVB beker | Totaal |
| ------------ | ---------- | ---------- | ------ |
| Wedstrijden  | 34         | 3          | 37     |
| Gewonnen     | 9          | 2          | 11     |
| Gelijk       | 8          | 0          | 8      |
| Verloren     | 17         | 1          | 18     |
| Thuis        | 17         | 1          | 18     |
| Uit          | 17         | 2          | 19     |
| Gele kaarten | 64         | 4          | 68     |
| Rode kaarten | 0          | 0          | 0      |
| Doelsaldo    | −19        | +4         | −15    |
| voor         | 42         | 9          | 51     |
| tegen        | 61         | 5          | 66     |
| ‘De Nul’     | 7          | 2          | 9      |

Vitesse kwam in het seizoen 2010/2011 voor het 22e seizoen op rij uit in de hoogste klasse van het betaald voetbal, de Eredivisie. Daarnaast nam het Arnhemse elftal deel aan het toernooi om de KNVB beker. Vitesse had, net als alle andere clubs in het betaald voetbal, de eerste twee beker-ronden een bye.

## Samenvatting
Vitesse begon het seizoen 2010/'11 onder voorzitter (en eigenaar) Maasbert Schouten met bescheiden ambities, maar na twee officiële wedstrijden werd bekend dat er achter de schermen een verkoop van de club-aandelen was voorbereid: op 16 augustus 2010 werd Merab Jordania de nieuwe eigenaar van Vitesse. Per 1 oktober nam Jordania ook het voorzitterschap van de Raad van Commissarissen van Schouten over. Met de nieuwe eigenaar kwamen ook nieuwe ambities: top 8 in de Eredivisie voor het lopende seizoen, meedoen om het kampioenschap binnen 3 jaar. In de resterende twee weken van de zomer-transferperiode werden acht nieuwe spelers aangetrokken.
Onder trainer Theo Bos werd de eerste wedstrijd om de KNVB beker gewonnen, maar in de Eredivisie werden in de eerste negen wedstrijden slechts acht punten behaald. Op 21 oktober 2010 werd Bos ontslagen, waarna het trainerschap tijdelijk werd waargenomen door Hans van Arum en Raimond van der Gouw. Per 15 november nam Albert Ferrer het hoofdtrainerschap over, met Stanley Menzo en Albert Capellas Herms als nieuwe assistenten; Van der Gouw blijft keeperstrainer. Voor Van Arum was geen rol als assistent-trainer meer beschikbaar, hij kreeg andere werkzaamheden binnen Vitesse en liep stage bij Heracles Almelo.
Onder Albert Ferrer won Vitesse haar eerste competitieduel, thuis tegen Heracles Almelo, maar in de resterende wedstrijden in 2010 werden slechts twee punten gepakt. In de laatste wedstrijd van het jaar 2010 gaat het elftal onderuit tegen FC Twente in Enschede waardoor het bekertoernooi van dit seizoen voor Vitesse ten einde kwam.
Van 9 t/m 16 januari 2011 verbleef de selectie in het Turkse Belek voor een trainingskamp; er werden twee oefenwedstrijden gespeeld, tegen Kayserispor (5–1 verlies) en Karabükspor (2–0 winst). Gedurende de winter-transferperiode werden vijf nieuwe spelers aangetrokken, waarvan er drie (López, Riverola en Yasuda) direct konden starten in de eerste officiële wedstrijd van 2011, tegen Willem II.
In de eerste 14 officiële wedstrijden van 2011 waren de resultaten wisselvallig met een duidelijke trend: alle uitwedstrijden gingen verloren, terwijl Vitesse in de thuiswedstrijden ongeslagen bleef. In de laatste competitiewedstrijd van het seizoen verloor Vitesse thuis van Excelsior en liep het daarbij de play-offs tegen degradatie net mis.
In het seizoen 2010/'11 eindigde Vitesse als 15e in de Eredivisie.

### Trainersstaf
Overzicht trainersstaf met resultaten:

W winst; G gelijkspel; V verlies
| Periode                  | Hoofdtrainer                                      | Assistent-trainer(s)                              | Eredivisie | Eredivisie | Eredivisie |  | KNVB beker | KNVB beker | KNVB beker |
| Periode                  | Hoofdtrainer                                      | Assistent-trainer(s)                              | W          | G          | V          |  | W          | G          | V          |
| ------------------------ | ------------------------------------------------- | ------------------------------------------------- | ---------- | ---------- | ---------- |  | ---------- | ---------- | ---------- |
| Tot 21 okt. 2010         | Theo Bos                                          | Hans van Arum                                     | 2          | 2          | 5          |  | 1          | 0          | 0          |
| 21 okt. t/m 14 nov. 2010 | Hans van Arum, Raimond van der Gouw; (ad interim) | Hans van Arum, Raimond van der Gouw; (ad interim) | 1          | 2          | 2          |  | 1          | 0          | 0          |
| Vanaf 15 nov. 2010       | Albert Ferrer                                     | Albert Capellas Herms, Stanley Menzo              | 6          | 4          | 10         |  | 0          | 0          | 1          |

### Tenue
| thuis | uit |

Net als in het seizoen 2009/'10 speelde Vitesse dit seizoen in een tenue van Klupp. "Thuis" in het shirt met geel/zwarte banen, waarbij vijf banen zwart zijn; met witte broek en sokken. Het "Uit"-shirt is het roodoranje van shirtsponsor Zuka.nl, met een verticale blauwwitte baan van de stad Arnhem. Bij het uittenue werd een zwarte of witte broek gedragen, in combinatie met roodoranje, zwarte of witte sokken.
Bij de uitwedstrijd tegen NEC en de uitwedstrijden in 2011 (vanaf Willem II, 22 januari) werd niet het roodoranje maar het geel/zwarte shirt gedragen (Heracles Almelo en ADO Den Haag uitgezonderd); eventueel met zwarte broek en sokken.
Nadat Albert Ferrer zijn contract als nieuwe hoofdtrainer heeft getekend, speelde Vitesse op zijn verzoek met de spelersnamen op het shirt. Bij de thuiswedstrijd tegen AZ op 7 november staan de namen voor het eerst op de shirts, onder het rugnummer.
Met de kerst verklaarde Zuka.nl per direct te stoppen met de sponsoring van Vitesse. Na het trainingskamp in Belek verbrak ook Vitesse de samenwerking met Zuka.nl, op 21 januari 2011. Hierna speelde het eerste elftal niet meer met Zuka.nl op het shirt, en komt het goede doel Spieren voor Spieren er tijdelijk op, na twee wedstrijden zonder sponsor op de borst. Begin mei volgde een bevestiging van de beëindiging van de samenwerking tussen Vitesse en Zuka.nl.
Shirtsponsoring:
| Periode                       | Voorkant shirt                                | Achterkant shirt    |
| ----------------------------- | --------------------------------------------- | ------------------- |
| T/m 29 aug. 2010              | Zuka.nl                                       | (geen)              |
| 11 sep. 2010 t/m 15 jan. 2011 | Zuka.nl                                       | Willemsen de Koning |
| 22 t/m 29 jan. 2011           | (geen)                                        | Willemsen de Koning |
| Vanaf 6 feb. 2011             | Geen sponsor, goed doel: Spieren voor Spieren | Willemsen de Koning |

## Selectie in het seizoen 2010/11
Tot de selectie 2010/'11 worden alle spelers gerekend die gedurende (een deel van) het seizoen tot de selectie van het eerste elftal hebben behoord volgens Vitesse.nl, dus ook als ze bijvoorbeeld geen wedstrijd gespeeld hebben. De spelers van Jong Vitesse worden hier ook tot de selectie gerekend, als ze bij minimaal 1 officiële wedstrijd van het eerste elftal tot de wedstrijdselectie werden gerekend.

### Selectie
| Nr.             |                    | Naam                    | Contract        | Geboortedatum     | Seizoen         | Vorige club            | Debuut            |
| Doelverdediging | Doelverdediging    | Doelverdediging         | Doelverdediging | Doelverdediging   | Doelverdediging | Doelverdediging        | Doelverdediging   |
| --------------- | ------------------ | ----------------------- | --------------- | ----------------- | --------------- | ---------------------- | ----------------- |
| 01.             | Vlag van Kroatië   | Matej Delač             | 2011            | 20 augustus 1992  | 1e              | Chelsea FC             | -                 |
| 29.             | Vlag van Nederland | Eloy Room               | 2015            | 6 februari 1989   | 3e              | Eigen jeugd            | 8 maart 2009      |
| 28.             | Vlag van Nederland | Sebastiaan van der Sman | onbep.          | 23 juli 1988      | 3e              | Eigen jeugd            | -                 |
| 01.             | Vlag van Nederland | Piet Velthuizen         | 2011            | 3 november 1986   | 5e              | Eigen jeugd            | 31 december 2006  |
| Verdediging     |                    |                         |                 |                   |                 |                        |                   |
| 22.             | Vlag van Nederland | Alexander Büttner       | 2011            | 11 februari 1989  | 4e              | Eigen jeugd            | 15 maart 2008     |
| 21.             | Vlag van Italië    | Luca Caldirola          | 2011            | 1 februari 1991   | 1e              | FC Internazionale      | 8 augustus 2010   |
| 34.             | Vlag van Nederland | Raynick Damasco         | ama.            | 7 maart 1991      | 1e              | Eigen jeugd            | -                 |
| 03.             | Vlag van Nederland | Kevin van Diermen       | 2012            | 3 juli 1989       | 5e              | Eigen jeugd            | 15 april 2007     |
| 05.             | Vlag van Nederland | Jeroen Drost            | 2012            | 21 januari 1987   | 3e              | sc Heerenveen          | 29 augustus 2008  |
| 25.             | Vlag van Nederland | Gino Felixdaal          | 2011            | 5 januari 1990    | 2e              | Eigen jeugd            | 13 april 2010     |
| 18.             | Vlag van Georgië   | Goeram Kasjia           | 2013            | 7 april 1987      | 1e              | FC Dinamo Tbilisi      | 18 september 2010 |
| 23.             | Vlag van Nederland | Jop van der Linden      | 2011            | 17 juli 1990      | 1e              | Eigen jeugd            | -                 |
| 23.             | Vlag van Servië    | Slobodan Rajković       | 2011            | 3 februari 1989   | 1e              | Chelsea FC             | 11 september 2010 |
| 04.             | Vlag van Nederland | Civard Sprockel         | 2012            | 10 mei 1983       | 5e              | Excelsior              | 10 september 2006 |
| 06.             | Vlag van Nederland | Frank van der Struijk   | 2012            | 28 maart 1985     | 3e              | Willem II              | 29 augustus 2008  |
| 42.             | Vlag van Nederland | Michalis Vakalopoulos   | ama.            | 26 juni 1990      | 1e              | Eigen jeugd            | -                 |
| 16.             | Vlag van Japan     | Michihiro Yasuda        | 2013            | 20 december 1987  | 1e              | Gamba Osaka            | 22 januari 2011   |
| Middenveld      |                    |                         |                 |                   |                 |                        |                   |
| 07.             | Vlag van Marokko   | Ismaïl Aissati          | 2011            | 16 augustus 1988  | 1e              | AFC Ajax               | 29 augustus 2010  |
| 15.             | Vlag van Nederland | Marco van Ginkel        | 2013            | 1 december 1992   | 2e              | Eigen jeugd            | 9 april 2010      |
| 16.             | Vlag van Ghana     | Laryea Kingston         | 2011            | 7 november 1980   | 1e              | Heart of Midlothian FC | 20 november 2010  |
| 04.             | Vlag van Spanje    | Jordi López             | 2011            | 28 februari 1981  | 1e              | Swansea City           | 22 januari 2011   |
| 13.             | Vlag van Servië    | Nemanja Matić           | 2011            | 1 augustus 1988   | 1e              | Chelsea FC             | 29 augustus 2010  |
| 08.             | Vlag van Nederland | Rogier Molhoek          | 2011            | 22 juli 1981      | 3e              | AZ                     | 14 september 2008 |
| 30.             | Vlag van Nederland | Hayri Pinarci           | ama.            | 10 januari 1991   | 1e              | Eigen jeugd            | 14 augustus 2010  |
| 24.             | Vlag van Nederland | Davy Pröpper            | 2014            | 2 september 1991  | 2e              | Eigen jeugd            | 17 januari 2010   |
| 20.             | Vlag van Spanje    | Martí Riverola Bataller | 2011            | 26 januari 1991   | 1e              | Barcelona B            | 22 januari 2011   |
| 10.             | Vlag van Slovenië  | Dalibor Stevanovič      | 2011            | 27 september 1984 | 3e              | Maccabi Petach Tikwa   | 25 januari 2009   |
| Aanval          |                    |                         |                 |                   |                 |                        |                   |
| 14.             | Vlag van Nigeria   | Haruna Babangida        | 2011            | 1 oktober 1982    | 1e              | 1. FSV Mainz 05        | 29 januari 2011   |
| 90.             | Vlag van Nederland | Nacer Barazite          | 2011            | 27 mei 1990       | 1e              | Arsenal FC             | 11 september 2010 |
| 09.             | Vlag van Ivoorkust | Wilfried Bony           | 2014            | 12 oktober 1988   | 1e              | Sparta Praag           | 20 februari 2011  |
| 37.             | Vlag van Nederland | Ted Heijckmann          | ama.            | 24 november 1991  | 1e              | Eigen jeugd            | 8 augustus 2010   |
| 27.             | Vlag van Nederland | Julian Jenner           | 2012            | 28 februari 1984  | 3e              | AZ                     | 14 september 2008 |
| 11.             | Vlag van Turkije   | Sinan Kaloğlu           | 2011            | 10 juni 1981      | 2e              | VfL Bochum             | 1 augustus 2009   |
| 09.             | Vlag van Zweden    | Lasse Nilsson           | 2012            | 3 januari 1982    | 3e              | AS Saint-Étienne       | 3 februari 2009   |
| 19.             | Vlag van Noorwegen | Marcus Pedersen         | 2014            | 8 juni 1990       | 1e              | Strømsgodset IF        | 24 oktober 2010   |
| 26.             | Vlag van Nederland | Wiljan Pluim            | 2013            | 4 januari 1989    | 3e              | Eigen jeugd            | 10 mei 2009       |
| 40.             | Vlag van Nederland | Roy de Ruiter           | ama.            | 19 augustus 1989  | 2e              | VV Bennekom            | 18 april 2010     |
| 17.             | Vlag van Nederland | Genaro Snijders         | 2011            | 29 juli 1989      | 3e              | Eigen jeugd            | 25 januari 2009   |
| 43.             | Vlag van Nederland | Adnane Tighadouini      | ama.            | 30 oktober 1992   | 1e              | Eigen jeugd            | 24 april 2011     |

### Statistieken
Legenda
| - W Wedstrijden - Doelpunten | - Gele kaarten (inclusief 2× geel) - 2× gele kaart in 1 wedstrijd - Rode kaarten (inclusief 2× geel) | - B Bankzitter, zonder speeltijd |

| Naam                    | Eredivisie      | Eredivisie      | Eredivisie      | Eredivisie      | Eredivisie      | Eredivisie      |                 | KNVB beker      | KNVB beker      | KNVB beker      | KNVB beker      | KNVB beker      | KNVB beker      |                 | Totaal          | Totaal          | Totaal          | Totaal          | Totaal          | Totaal          |
| Naam                    | W               |                 |                 |                 |                 | B               |                 | W               |                 |                 |                 |                 | B               |                 | W               |                 |                 |                 |                 | B               |
| Doelverdediging         | Doelverdediging | Doelverdediging | Doelverdediging | Doelverdediging | Doelverdediging | Doelverdediging | Doelverdediging | Doelverdediging | Doelverdediging | Doelverdediging | Doelverdediging | Doelverdediging | Doelverdediging | Doelverdediging | Doelverdediging | Doelverdediging | Doelverdediging | Doelverdediging | Doelverdediging | Doelverdediging |
| ----------------------- | --------------- | --------------- | --------------- | --------------- | --------------- | --------------- | --------------- | --------------- | --------------- | --------------- | --------------- | --------------- | --------------- | --------------- | --------------- | --------------- | --------------- | --------------- | --------------- | --------------- |
| Matej Delač             | 0               | 0               | 0               | 0               | 0               | 30              |                 | 0               | 0               | 0               | 0               | 0               | 3               |                 | 0               | 0               | 0               | 0               | 0               | 33              |
| Eloy Room               | 33              | 0               | 0               | 0               | 0               | 1               |                 | 3               | 0               | 0               | 0               | 0               | 0               |                 | 36              | 0               | 0               | 0               | 0               | 1               |
| Sebastiaan van der Sman | 0               | 0               | 0               | 0               | 0               | 3               |                 | 0               | 0               | 0               | 0               | 0               | 0               |                 | 0               | 0               | 0               | 0               | 0               | 3               |
| Piet Velthuizen         | 1               | 0               | 0               | 0               | 0               | 0               |                 | 0               | 0               | 0               | 0               | 0               | 0               |                 | 1               | 0               | 0               | 0               | 0               | 0               |
| Verdediging             |                 |                 |                 |                 |                 |                 |                 |                 |                 |                 |                 |                 |                 |                 |                 |                 |                 |                 |                 |                 |
| Alexander Büttner       | 24              | 0               | 7               | 0               | 0               | 7               |                 | 1               | 0               | 0               | 0               | 0               | 0               |                 | 25              | 0               | 7               | 0               | 0               | 7               |
| Luca Caldirola          | 11              | 0               | 1               | 0               | 0               | 13              |                 | 0               | 0               | 0               | 0               | 0               | 3               |                 | 11              | 0               | 1               | 0               | 0               | 16              |
| Raynick Damasco         | 0               | 0               | 0               | 0               | 0               | 1               |                 | 0               | 0               | 0               | 0               | 0               | 0               |                 | 0               | 0               | 0               | 0               | 0               | 1               |
| Kevin van Diermen       | 0               | 0               | 0               | 0               | 0               | 0               |                 | 0               | 0               | 0               | 0               | 0               | 0               |                 | 0               | 0               | 0               | 0               | 0               | 0               |
| Jeroen Drost            | 7               | 0               | 1               | 0               | 0               | 5               |                 | 2               | 0               | 0               | 0               | 0               | 0               |                 | 9               | 0               | 1               | 0               | 0               | 5               |
| Gino Felixdaal          | 7               | 0               | 2               | 0               | 0               | 16              |                 | 0               | 0               | 0               | 0               | 0               | 2               |                 | 7               | 0               | 2               | 0               | 0               | 18              |
| Goeram Kasjia           | 28              | 3               | 3               | 0               | 0               | 0               |                 | 3               | 0               | 1               | 0               | 0               | 0               |                 | 31              | 3               | 4               | 0               | 0               | 0               |
| Jop van der Linden      | 0               | 0               | 0               | 0               | 0               | 4               |                 | 0               | 0               | 0               | 0               | 0               | 0               |                 | 0               | 0               | 0               | 0               | 0               | 4               |
| Slobodan Rajković       | 24              | 0               | 3               | 0               | 0               | 0               |                 | 3               | 0               | 1               | 0               | 0               | 0               |                 | 27              | 0               | 4               | 0               | 0               | 0               |
| Civard Sprockel         | 10              | 0               | 1               | 0               | 0               | 1               |                 | 1               | 0               | 0               | 0               | 0               | 0               |                 | 11              | 0               | 1               | 0               | 0               | 1               |
| Frank van der Struijk   | 25              | 0               | 3               | 0               | 0               | 7               |                 | 2               | 0               | 0               | 0               | 0               | 0               |                 | 27              | 0               | 3               | 0               | 0               | 7               |
| Michalis Vakalopoulos   | 0               | 0               | 0               | 0               | 0               | 3               |                 | 0               | 0               | 0               | 0               | 0               | 0               |                 | 0               | 0               | 0               | 0               | 0               | 3               |
| Michihiro Yasuda        | 15              | 0               | 3               | 0               | 0               | 0               |                 | 0               | 0               | 0               | 0               | 0               | 0               |                 | 15              | 0               | 3               | 0               | 0               | 0               |
| Middenveld              |                 |                 |                 |                 |                 |                 |                 |                 |                 |                 |                 |                 |                 |                 |                 |                 |                 |                 |                 |                 |
| Ismaïl Aissati          | 29              | 4               | 4               | 0               | 0               | 0               |                 | 3               | 2               | 0               | 0               | 0               | 0               |                 | 32              | 6               | 4               | 0               | 0               | 0               |
| Marco van Ginkel        | 26              | 5               | 1               | 0               | 0               | 7               |                 | 2               | 0               | 0               | 0               | 0               | 1               |                 | 28              | 5               | 1               | 0               | 0               | 8               |
| Laryea Kingston         | 3               | 0               | 1               | 0               | 0               | 3               |                 | 1               | 0               | 1               | 0               | 0               | 2               |                 | 4               | 0               | 2               | 0               | 0               | 5               |
| Jordi López             | 15              | 2               | 4               | 0               | 0               | 0               |                 | 0               | 0               | 0               | 0               | 0               | 0               |                 | 15              | 2               | 4               | 0               | 0               | 0               |
| Nemanja Matić           | 27              | 2               | 8               | 0               | 0               | 0               |                 | 2               | 0               | 0               | 0               | 0               | 0               |                 | 29              | 2               | 8               | 0               | 0               | 0               |
| Rogier Molhoek          | 1               | 0               | 0               | 0               | 0               | 10              |                 | 0               | 0               | 0               | 0               | 0               | 0               |                 | 1               | 0               | 0               | 0               | 0               | 10              |
| Hayri Pinarci           | 2               | 0               | 0               | 0               | 0               | 1               |                 | 0               | 0               | 0               | 0               | 0               | 0               |                 | 2               | 0               | 0               | 0               | 0               | 1               |
| Davy Pröpper            | 29              | 3               | 3               | 0               | 0               | 5               |                 | 3               | 1               | 0               | 0               | 0               | 0               |                 | 32              | 4               | 3               | 0               | 0               | 5               |
| Martí Riverola Bataller | 15              | 2               | 1               | 0               | 0               | 0               |                 | 0               | 0               | 0               | 0               | 0               | 0               |                 | 15              | 2               | 1               | 0               | 0               | 0               |
| Dalibor Stevanovič      | 24              | 2               | 4               | 0               | 0               | 9               |                 | 3               | 1               | 0               | 0               | 0               | 0               |                 | 27              | 3               | 4               | 0               | 0               | 9               |
| Aanval                  |                 |                 |                 |                 |                 |                 |                 |                 |                 |                 |                 |                 |                 |                 |                 |                 |                 |                 |                 |                 |
| Haruna Babangida        | 7               | 1               | 2               | 0               | 0               | 5               |                 | 0               | 0               | 0               | 0               | 0               | 0               |                 | 7               | 1               | 2               | 0               | 0               | 5               |
| Nacer Barazite          | 9               | 0               | 0               | 0               | 0               | 4               |                 | 2               | 3               | 0               | 0               | 0               | 1               |                 | 11              | 3               | 0               | 0               | 0               | 5               |
| Wilfried Bony           | 7               | 3               | 3               | 0               | 0               | 0               |                 | 0               | 0               | 0               | 0               | 0               | 0               |                 | 7               | 3               | 3               | 0               | 0               | 0               |
| Ted Heijckmann          | 2               | 0               | 1               | 0               | 0               | 1               |                 | 0               | 0               | 0               | 0               | 0               | 0               |                 | 2               | 0               | 1               | 0               | 0               | 1               |
| Julian Jenner           | 14              | 3               | 2               | 0               | 0               | 0               |                 | 3               | 1               | 1               | 0               | 0               | 0               |                 | 17              | 4               | 3               | 0               | 0               | 0               |
| Sinan Kaloğlu           | 0               | 0               | 0               | 0               | 0               | 0               |                 | 0               | 0               | 0               | 0               | 0               | 0               |                 | 0               | 0               | 0               | 0               | 0               | 0               |
| Lasse Nilsson           | 13              | 2               | 1               | 0               | 0               | 1               |                 | 1               | 1               | 0               | 0               | 0               | 0               |                 | 14              | 3               | 1               | 0               | 0               | 1               |
| Marcus Pedersen         | 16              | 5               | 0               | 0               | 0               | 1               |                 | 1               | 0               | 0               | 0               | 0               | 0               |                 | 17              | 5               | 0               | 0               | 0               | 1               |
| Wiljan Pluim            | 16              | 3               | 1               | 0               | 0               | 2               |                 | 3               | 0               | 0               | 0               | 0               | 0               |                 | 19              | 3               | 1               | 0               | 0               | 2               |
| Roy de Ruiter           | 1               | 0               | 0               | 0               | 0               | 1               |                 | 0               | 0               | 0               | 0               | 0               | 0               |                 | 1               | 0               | 0               | 0               | 0               | 1               |
| Genaro Snijders         | 15              | 0               | 4               | 0               | 0               | 8               |                 | 3               | 0               | 0               | 0               | 0               | 0               |                 | 18              | 0               | 4               | 0               | 0               | 8               |
| Adnane Tighadouini      | 2               | 1               | 0               | 0               | 0               | 1               |                 | 0               | 0               | 0               | 0               | 0               | 0               |                 | 2               | 1               | 0               | 0               | 0               | 1               |
|                         | W               |                 |                 |                 |                 | B               |                 | W               |                 |                 |                 |                 | B               |                 | W               |                 |                 |                 |                 | B               |
| Eredivisie              | Eredivisie      | Eredivisie      | Eredivisie      | Eredivisie      | Eredivisie      |                 | KNVB beker      | KNVB beker      | KNVB beker      | KNVB beker      | KNVB beker      | KNVB beker      |                 | Totaal          | Totaal          | Totaal          | Totaal          | Totaal          | Totaal          |                 |

#### Topscorers
Legenda
- Doelpunten (inclusief strafschoppen)
- Waarvan strafschoppen

| #                           | Naam                        | Doelpunt(en) | Gescoord met penalty |
| --------------------------- | --------------------------- | ------------ | -------------------- |
| 1                           | Marco van Ginkel            | 5            | 0                    |
| 1                           | Marcus Pedersen             | 5            | 0                    |
| 3                           | Ismaïl Aissati              | 4            | 1                    |
| 4                           | Wilfried Bony               | 3            | 0                    |
| 4                           | Julian Jenner               | 3            | 0                    |
| 4                           | Goeram Kasjia               | 3            | 0                    |
| 4                           | Wiljan Pluim                | 3            | 0                    |
| 4                           | Davy Pröpper                | 3            | 0                    |
| 9                           | Jordi López                 | 2            | 1                    |
| 9                           | Nemanja Matić               | 2            | 0                    |
| 9                           | Lasse Nilsson               | 2            | 2                    |
| 9                           | Martí Riverola Bataller     | 2            | 0                    |
| 9                           | Dalibor Stevanovič          | 2            | 0                    |
| 14                          | Haruna Babangida            | 1            | 0                    |
| 14                          | Adnane Tighadouini          | 1            | 0                    |
| Eigen doelpunt tegenstander | Eigen doelpunt tegenstander | 1            | 0                    |
| Totaal                      | Totaal                      | 42           | 4                    |

| #      | Naam               | Doelpunt(en) | Gescoord met penalty |
| ------ | ------------------ | ------------ | -------------------- |
| 1      | Nacer Barazite     | 3            | 0                    |
| 2      | Ismaïl Aissati     | 2            | 0                    |
| 3      | Julian Jenner      | 1            | 0                    |
| 3      | Lasse Nilsson      | 1            | 1                    |
| 3      | Davy Pröpper       | 1            | 0                    |
| 3      | Dalibor Stevanovič | 1            | 0                    |
| Totaal | Totaal             | 9            | 1                    |

| #                           | Naam                        | Doelpunt(en) | Gescoord met penalty |
| --------------------------- | --------------------------- | ------------ | -------------------- |
| 1                           | Ismaïl Aissati              | 6            | 1                    |
| 2                           | Marco van Ginkel            | 5            | 0                    |
| 2                           | Marcus Pedersen             | 5            | 0                    |
| 4                           | Julian Jenner               | 4            | 0                    |
| 4                           | Davy Pröpper                | 4            | 0                    |
| 6                           | Nacer Barazite              | 3            | 0                    |
| 6                           | Wilfried Bony               | 3            | 0                    |
| 6                           | Goeram Kasjia               | 3            | 0                    |
| 6                           | Lasse Nilsson               | 3            | 3                    |
| 6                           | Wiljan Pluim                | 3            | 0                    |
| 6                           | Dalibor Stevanovič          | 3            | 0                    |
| 12                          | Jordi López                 | 2            | 1                    |
| 12                          | Nemanja Matić               | 2            | 0                    |
| 12                          | Martí Riverola Bataller     | 2            | 0                    |
| 15                          | Haruna Babangida            | 1            | 0                    |
| 15                          | Adnane Tighadouini          | 1            | 0                    |
| Eigen doelpunt tegenstander | Eigen doelpunt tegenstander | 1            | 0                    |
| Totaal                      | Totaal                      | 51           | 5                    |

| #                           | Naam                        | Doelpunt(en) |
| --------------------------- | --------------------------- | ------------ |
| 1                           | Wiljan Pluim                | 8            |
| 1                           | Roy de Ruiter               | 8            |
| 3                           | Alexander Büttner           | 7            |
| 4                           | Genaro Snijders             | 6            |
| 5                           | Lasse Nilsson               | 5            |
| 6                           | Dalibor Stevanovič          | 4            |
| 7                           | Gino Felixdaal              | 3            |
| 7                           | Ted Heijckmann              | 3            |
| 7                           | Oktay Oztürk                | 3            |
| 7                           | Florian Riedel              | 3            |
| 11                          | Julian Jenner               | 2            |
| 11                          | Marcus Pedersen             | 2            |
| 11                          | Hayri Pinarci               | 2            |
| 11                          | Frank van der Struijk       | 2            |
| 15                          | Nacer Barazite              | 1            |
| 15                          | Mourad Bessink              | 1            |
| 15                          | Wilfried Bony               | 1            |
| 15                          | Jeroen Drost                | 1            |
| 15                          | Çağrı Kodalak               | 1            |
| 15                          | Davy Pröpper                | 1            |
| 15                          | Civard Sprockel             | 1            |
| 15                          | Michalis Vakalopoulos       | 1            |
| Eigen doelpunt tegenstander | Eigen doelpunt tegenstander | 3            |
| Totaal                      | Totaal                      | 69           |

#### Opstelling: basis, wissels & bank
| Naam                    | Wedstr. | Basis | In | Uit | Bank | Min. |
| ----------------------- | ------- | ----- | -- | --- | ---- | ---- |
| Matej Delač             | 0       | 0     | 0  | 0   | 30   | 0    |
| Eloy Room               | 33      | 33    | 0  | 0   | 1    | 2970 |
| Sebastiaan van der Sman | 0       | 0     | 0  | 0   | 3    | 0    |
| Piet Velthuizen         | 1       | 1     | 0  | 0   | 0    | 90   |
| Alexander Büttner       | 24      | 22    | 2  | 8   | 7    | 1853 |
| Luca Caldirola          | 11      | 8     | 3  | 0   | 13   | 789  |
| Raynick Damasco         | 0       | 0     | 0  | 0   | 1    | 0    |
| Kevin van Diermen       | 0       | 0     | 0  | 0   | 0    | 0    |
| Jeroen Drost            | 7       | 6     | 1  | 0   | 5    | 540  |
| Gino Felixdaal          | 7       | 3     | 4  | 0   | 16   | 318  |
| Goeram Kasjia           | 28      | 28    | 0  | 0   | 0    | 2520 |
| Jop van der Linden      | 0       | 0     | 0  | 0   | 4    | 0    |
| Slobodan Rajković       | 24      | 24    | 0  | 0   | 0    | 2160 |
| Civard Sprockel         | 10      | 10    | 0  | 3   | 1    | 805  |
| Frank van der Struijk   | 25      | 24    | 1  | 1   | 7    | 2204 |
| Michalis Vakalopoulos   | 0       | 0     | 0  | 0   | 3    | 0    |
| Michihiro Yasuda        | 15      | 15    | 0  | 0   | 0    | 1350 |
| Ismaïl Aissati          | 29      | 28    | 1  | 0   | 0    | 2546 |
| Marco van Ginkel        | 26      | 16    | 10 | 10  | 7    | 1453 |
| Laryea Kingston         | 3       | 1     | 2  | 1   | 3    | 94   |
| Jordi López             | 15      | 15    | 0  | 2   | 0    | 1280 |
| Nemanja Matić           | 27      | 26    | 1  | 5   | 0    | 2262 |
| Rogier Molhoek          | 1       | 0     | 1  | 0   | 10   | 18   |
| Hayri Pinarci           | 2       | 0     | 2  | 0   | 1    | 12   |
| Davy Pröpper            | 29      | 23    | 6  | 4   | 5    | 2173 |
| Martí Riverola Bataller | 15      | 15    | 0  | 3   | 0    | 1268 |
| Dalibor Stevanovič      | 24      | 17    | 7  | 10  | 9    | 1477 |
| Haruna Babangida        | 7       | 5     | 2  | 3   | 5    | 401  |
| Nacer Barazite          | 9       | 5     | 4  | 4   | 4    | 477  |
| Wilfried Bony           | 7       | 6     | 1  | 1   | 0    | 584  |
| Ted Heijckmann          | 2       | 0     | 2  | 0   | 1    | 8    |
| Julian Jenner           | 14      | 10    | 4  | 7   | 0    | 895  |
| Sinan Kaloğlu           | 0       | 0     | 0  | 0   | 0    | 0    |
| Lasse Nilsson           | 13      | 11    | 2  | 6   | 1    | 874  |
| Marcus Pedersen         | 16      | 5     | 11 | 6   | 1    | 489  |
| Wiljan Pluim            | 16      | 10    | 6  | 8   | 2    | 958  |
| Roy de Ruiter           | 1       | 0     | 1  | 0   | 1    | 3    |
| Genaro Snijders         | 15      | 7     | 8  | 2   | 8    | 755  |
| Adnane Tighadouini      | 2       | 0     | 2  | 0   | 1    | 34   |

| Naam                    | Wedstr. | Basis | In | Uit | Bank | Min. |
| ----------------------- | ------- | ----- | -- | --- | ---- | ---- |
| Matej Delač             | 0       | 0     | 0  | 0   | 3    | 0    |
| Eloy Room               | 3       | 3     | 0  | 0   | 0    | 270  |
| Sebastiaan van der Sman | 0       | 0     | 0  | 0   | 0    | 0    |
| Piet Velthuizen         | 0       | 0     | 0  | 0   | 0    | 0    |
| Alexander Büttner       | 1       | 1     | 0  | 0   | 0    | 90   |
| Luca Caldirola          | 0       | 0     | 0  | 0   | 3    | 0    |
| Raynick Damasco         | 0       | 0     | 0  | 0   | 0    | 0    |
| Kevin van Diermen       | 0       | 0     | 0  | 0   | 0    | 0    |
| Jeroen Drost            | 2       | 2     | 0  | 0   | 0    | 180  |
| Gino Felixdaal          | 0       | 0     | 0  | 0   | 2    | 0    |
| Goeram Kasjia           | 3       | 3     | 0  | 0   | 0    | 270  |
| Jop van der Linden      | 0       | 0     | 0  | 0   | 0    | 0    |
| Slobodan Rajković       | 3       | 3     | 0  | 0   | 0    | 270  |
| Civard Sprockel         | 1       | 1     | 0  | 0   | 0    | 90   |
| Frank van der Struijk   | 2       | 2     | 0  | 0   | 0    | 180  |
| Michalis Vakalopoulos   | 0       | 0     | 0  | 0   | 0    | 0    |
| Michihiro Yasuda        | 0       | 0     | 0  | 0   | 0    | 0    |
| Ismaïl Aissati          | 3       | 3     | 0  | 2   | 0    | 208  |
| Marco van Ginkel        | 2       | 1     | 1  | 1   | 1    | 65   |
| Laryea Kingston         | 1       | 0     | 1  | 0   | 2    | 45   |
| Jordi López             | 0       | 0     | 0  | 0   | 0    | 0    |
| Nemanja Matić           | 2       | 2     | 0  | 1   | 0    | 146  |
| Rogier Molhoek          | 0       | 0     | 0  | 0   | 0    | 0    |
| Hayri Pinarci           | 0       | 0     | 0  | 0   | 0    | 0    |
| Davy Pröpper            | 3       | 3     | 0  | 0   | 0    | 270  |
| Martí Riverola Bataller | 0       | 0     | 0  | 0   | 0    | 0    |
| Dalibor Stevanovič      | 3       | 2     | 1  | 2   | 0    | 173  |
| Haruna Babangida        | 0       | 0     | 0  | 0   | 0    | 0    |
| Nacer Barazite          | 2       | 2     | 0  | 0   | 1    | 180  |
| Wilfried Bony           | 0       | 0     | 0  | 0   | 0    | 0    |
| Ted Heijckmann          | 0       | 0     | 0  | 0   | 0    | 0    |
| Julian Jenner           | 3       | 2     | 1  | 1   | 0    | 181  |
| Sinan Kaloğlu           | 0       | 0     | 0  | 0   | 0    | 0    |
| Lasse Nilsson           | 1       | 1     | 0  | 1   | 0    | 65   |
| Marcus Pedersen         | 1       | 0     | 1  | 0   | 0    | 32   |
| Wiljan Pluim            | 3       | 2     | 1  | 1   | 0    | 186  |
| Roy de Ruiter           | 0       | 0     | 0  | 0   | 0    | 0    |
| Genaro Snijders         | 3       | 0     | 3  | 0   | 0    | 69   |
| Adnane Tighadouini      | 0       | 0     | 0  | 0   | 0    | 0    |

#### Kaarten & schorsingen
Legenda
| - Gele kaarten (inclusief 2× geel) - 2× gele kaart in 1 wedstrijd |  | - Rode kaarten (inclusief 2× geel) - Geschorste wedstrijden |

| Naam                    | Gele kaart(en) | Twee gele kaarten in één wedstrijd | Rode kaart(en) | Geschorste wedstrijd(en) |
| ----------------------- | -------------- | ---------------------------------- | -------------- | ------------------------ |
| Nemanja Matić           | 8              | 0                                  | 0              | 2                        |
| Alexander Büttner*3     | 7              | 0                                  | 0              | 2                        |
| Ismaïl Aissati*2        | 4              | 0                                  | 0              | 2                        |
| Jordi López             | 4              | 0                                  | 0              | 0                        |
| Genaro Snijders         | 4              | 0                                  | 0              | 0                        |
| Dalibor Stevanovič      | 4              | 0                                  | 0              | 0                        |
| Wilfried Bony           | 3              | 0                                  | 0              | 0                        |
| Goeram Kasjia           | 3              | 0                                  | 0              | 0                        |
| Davy Pröpper*2          | 3              | 0                                  | 0              | 0                        |
| Slobodan Rajković       | 3              | 0                                  | 0              | 0                        |
| Frank van der Struijk*2 | 3              | 0                                  | 0              | 0                        |
| Michihiro Yasuda        | 3              | 0                                  | 0              | 0                        |
| Haruna Babangida        | 2              | 0                                  | 0              | 0                        |
| Gino Felixdaal          | 2              | 0                                  | 0              | 0                        |
| Julian Jenner           | 2              | 0                                  | 0              | 0                        |
| Luca Caldirola          | 1              | 0                                  | 0              | 0                        |
| Jeroen Drost            | 1              | 0                                  | 0              | 0                        |
| Marco van Ginkel        | 1              | 0                                  | 0              | 0                        |
| Ted Heijckmann          | 1              | 0                                  | 0              | 0                        |
| Laryea Kingston         | 1              | 0                                  | 0              | 0                        |
| Lasse Nilsson           | 1              | 0                                  | 0              | 0                        |
| Wiljan Pluim            | 1              | 0                                  | 0              | 0                        |
| Martí Riverola Bataller | 1              | 0                                  | 0              | 0                        |
| Civard Sprockel*1       | 1              | 0                                  | 0              | 0                        |

| Naam              | Gele kaart(en) | Twee gele kaarten in één wedstrijd | Rode kaart(en) | Geschorste wedstrijd(en) |
| ----------------- | -------------- | ---------------------------------- | -------------- | ------------------------ |
| Julian Jenner     | 1              | 0                                  | 0              | 0                        |
| Goeram Kasjia     | 1              | 0                                  | 0              | 0                        |
| Laryea Kingston   | 1              | 0                                  | 0              | 0                        |
| Slobodan Rajković | 1              | 0                                  | 0              | 0                        |

*2 Speler heeft één gele kaart gekregen in de laatste twee competitiewedstrijden van 2010/11.

*3 Speler heeft twee gele kaarten gekregen in de laatste twee competitiewedstrijden van 2010/11.
De in het seizoen 2010/'11 gegeven kaarten in officiële wedstrijden staan in bovenstaande tabellen; daarnaast was voor het bepalen van schorsingen van toepassing:
- In de laatste twee competitiewedstrijden van het seizoen 2009/'10 had (alleen) Civard Sprockel een gele kaart gekregen. Deze kaart is niet opgenomen in de bovenstaande Eredivisie tabel, maar telde dit seizoen ook mee voor zijn totaal van gele kaarten.
- Ismaïl Aissati kreeg een extra schorsing van twee wedstrijden (en één voorwaardelijk), voor een niet door de scheidsrechter waargenomen overtreding in de Eredivisiewedstrijd uit tegen FC Twente.[14]

Uit de 2010/'11 KNVB-reglementen:
- In de Eredivisie volgde een wedstrijd schorsing na de 5e, 7e, 9e, 11e en elke volgende gele kaart.
- Bij twee gele kaarten in één wedstrijd volgde (naast rood) een wedstrijd schorsing, maar telden de kaarten niet mee bij het totaal van gele kaarten.
- Een gele kaart gegeven voorafgaand aan een "direct rood" in één wedstrijd telde wel mee voor het totaal van gele kaarten.
- Gele kaarten in de laatste twee competitiewedstrijden, waarop (nog) geen schorsing volgde, gingen mee naar het volgende seizoen. De overige gele kaarten vervielen na het seizoen.
- Voor de KNVB beker en de Play-offs golden aparte regels. In de KNVB beker volgde een beker-wedstrijd schorsing na de 2e, 4e en elke volgende gele kaart; kaarten zonder schorsing vervielen na het seizoen. In de Play-offs volgde een play-off-wedstrijd schorsing na de 2e, 4e en elke volgende gele kaart; kaarten zonder schorsing vervielen na het seizoen.
- Aan het einde van het seizoen nog "openstaande" schorsingen gingen mee naar het volgende seizoen.

Trivia:
- Geen enkele speler van Vitesse kreeg in het seizoen 2010/'11 een rode kaart; Vitesse was daarmee de enige ploeg uit de Eredivisie. De laatste rode kaart voor een speler van Vitesse in een officiële wedstrijd was op 4 december 2009, gegeven aan Dalibor Stevanovič in de Eredivisie uitwedstrijd tegen AZ.

### Mutaties
Zie ook:
- Eredivisie 2010/11 (mannenvoetbal)/Transfers zomer
- Eredivisie 2010/11 (mannenvoetbal)/Transfers winter

#### Aangetrokken in de zomer 2010
| Speler                | Vorige club            | Contract tot        |
| --------------------- | ---------------------- | ------------------- |
| Ismaïl Aissati        | Ajax                   | 2011 (gehuurd)      |
| Nacer Barazite        | Arsenal                | 2011 (gehuurd)      |
| Luca Caldirola        | FC Internazionale      | 2011 (gehuurd)      |
| Matej Delač           | Chelsea FC             | 2011 (gehuurd)      |
| Julian Jenner         | Rot Weiss Ahlen        | 2012 (was verhuurd) |
| Goeram Kasjia         | FC Dinamo Tbilisi      | 2011                |
| Laryea Kingston       | Heart of Midlothian FC | 2011                |
| Jop van der Linden    | AGOVV                  | 2011 (was verhuurd) |
| Nemanja Matić         | Chelsea FC             | 2011 (gehuurd)      |
| Marcus Pedersen       | Strømsgodset IF        | 2014                |
| Slobodan Rajković     | Chelsea FC             | 2011 (gehuurd)      |
| Genaro Snijders       | FC Omniworld           | 2011 (was verhuurd) |
| Frank van der Struijk | Willem II              | 2012 (was verhuurd) |

#### Vertrokken in de zomer 2010
| Speler             | Nieuwe club                 |
| ------------------ | --------------------------- |
| Claudemir          | FC Kopenhagen               |
| Ronald Graafland   | Ajax                        |
| Serginho Greene    | Levski Sofia                |
| Nicky Hofs         | AEL Limassol                |
| Calvin Jong-A-Pin  | sc Heerenveen (was gehuurd) |
| Onur Kaya          | Sporting Charleroi          |
| Santi Kolk         | 1. FC Union Berlin          |
| Jop van der Linden | Helmond Sport               |
| Piet Velthuizen    | Hércules Alicante           |
| Paul Verhaegh      | FC Augsburg                 |

#### Aangetrokken in de winter 2010/11
| Speler           | Vorige club     | Contract tot   |
| ---------------- | --------------- | -------------- |
| Haruna Babangida | 1. FSV Mainz 05 | 2011           |
| Wilfried Bony    | Sparta Praag    | 2014           |
| Jordi López      | Swansea City    | 2011           |
| Martí Riverola   | Barcelona B     | 2011 (gehuurd) |
| Michihiro Yasuda | Gamba Osaka     | 2011           |

#### Vertrokken in de winter 2010/11
| Speler            | Nieuwe club                            |
| ----------------- | -------------------------------------- |
| Nacer Barazite    | Austria Wien (was gehuurd van Arsenal) |
| Kevin van Diermen | Go Ahead Eagles (verhuurd)             |
| Jeroen Drost      | FC Zwolle (verhuurd)                   |
| Julian Jenner     | NAC Breda (verhuurd)                   |
| Laryea Kingston   | n.n.b.                                 |
| Lasse Nilsson     | IF Elfsborg                            |
| Wiljan Pluim      | Roda JC Kerkrade (verhuurd)            |
| Roy de Ruiter     | AGOVV Apeldoorn                        |
| Civard Sprockel   | Anorthosis Famagusta                   |

#### Contractverlenging
| Speler           | Contract tot, oud | Contract tot, nieuw                           |
| ---------------- | ----------------- | --------------------------------------------- |
| Marco van Ginkel | 2012              | 2013                                          |
| Goeram Kasjia    | 2011              | 2013                                          |
| Davy Pröpper     | 2013              | 2014 (met optie voor een extra jaar)          |
| Eloy Room        | 2011              | 2015                                          |
| Genaro Snijders  | 2011              | n.n.b. ("te concretiseren voor 1 april 2011") |
| Michihiro Yasuda | 2011              | 2013                                          |

## Wedstrijden

### Eredivisie
Zie ook: Eredivisie 2010/11 (mannenvoetbal)/Wedstrijden

Speelronde 1:
| Datum/tijd                                | Thuis   | Uitslag      | Uit                                                         | Informatie |
| ----------------------------------------- | ------- | ------------ | ----------------------------------------------------------- | ---------- |
| 8 augustus 2010 14:30                     |         |              |                                                             |            |
| Vitesse                                   | 3 - 1   | ADO Den Haag | GelreDome, Arnhem Toeschouwers: 13.700 Arbiter: Wiedemeijer |            |
| Pluim 45+1' Nilsson 56' (pen.) 71' (pen.) | (1 - 1) | Immers 15'   | GelreDome, Arnhem Toeschouwers: 13.700 Arbiter: Wiedemeijer |            |

Speelronde 2:
| Datum/tijd                                            | Thuis   | Uitslag                    | Uit                                                              | Informatie |
| ----------------------------------------------------- | ------- | -------------------------- | ---------------------------------------------------------------- | ---------- |
| 14 augustus 2010 18:45                                |         |                            |                                                                  |            |
| Ajax                                                  | 4 - 2   | Vitesse                    | Amsterdam ArenA, Amsterdam Toeschouwers: 47.831 Arbiter: Kuipers |            |
| Vertonghen 37' Van der Wiel 40' De Jong 46' Anita 58' | (2 - 2) | Pröpper 26' Van Ginkel 43' | Amsterdam ArenA, Amsterdam Toeschouwers: 47.831 Arbiter: Kuipers |            |

Speelronde 3:
| Datum/tijd             | Thuis   | Uitslag                     | Uit                                                        | Informatie |
| ---------------------- | ------- | --------------------------- | ---------------------------------------------------------- | ---------- |
| 21 augustus 2010 18:45 |         |                             |                                                            |            |
| Vitesse                | 0 - 3   | FC Twente                   | GelreDome, Arnhem Toeschouwers: 12.422 Arbiter: Van Hulten |            |
|                        | (0 - 0) | Janko 58' De Jong 66' 90+2' | GelreDome, Arnhem Toeschouwers: 12.422 Arbiter: Van Hulten |            |

Speelronde 4:
| Datum/tijd                                              | Thuis   | Uitslag | Uit                                                          | Informatie |
| ------------------------------------------------------- | ------- | ------- | ------------------------------------------------------------ | ---------- |
| 29 augustus 2010 14:30                                  |         |         |                                                              |            |
| Feyenoord                                               | 4 - 0   | Vitesse | De Kuip, Rotterdam Toeschouwers: 43.000 Arbiter: Wiedemeijer |            |
| Leerdam 20' Fer 31' Castaignos 73' Wijnaldum 83' (pen.) | (2 - 0) |         | De Kuip, Rotterdam Toeschouwers: 43.000 Arbiter: Wiedemeijer |            |

Speelronde 5:
| Datum/tijd                       | Thuis   | Uitslag     | Uit                                                                   | Informatie |
| -------------------------------- | ------- | ----------- | --------------------------------------------------------------------- | ---------- |
| 11 september 2010 19:45          |         |             |                                                                       |            |
| sc Heerenveen                    | 2 - 1   | Vitesse     | Abe Lenstra Stadion, Heerenveen Toeschouwers: 26.000 Arbiter: Nijhuis |            |
| Beerens 88' (pen.) Assaidi 90+3' | (0 - 0) | Pröpper 76' | Abe Lenstra Stadion, Heerenveen Toeschouwers: 26.000 Arbiter: Nijhuis |            |

Speelronde 6:
| Datum/tijd              | Thuis   | Uitslag   | Uit                                                  | Informatie |
| ----------------------- | ------- | --------- | ---------------------------------------------------- | ---------- |
| 18 september 2010 19:45 |         |           |                                                      |            |
| Vitesse                 | 0 - 0   | NAC Breda | GelreDome, Arnhem Toeschouwers: 13.450 Arbiter: Vink |            |
|                         | (0 - 0) |           | GelreDome, Arnhem Toeschouwers: 13.450 Arbiter: Vink |            |

Speelronde 7:
| Datum/tijd              | Thuis   | Uitslag                    | Uit                                                        | Informatie |
| ----------------------- | ------- | -------------------------- | ---------------------------------------------------------- | ---------- |
| 26 september 2010 14:30 |         |                            |                                                            |            |
| Excelsior               | 0 - 2   | Vitesse                    | Woudestein, Rotterdam Toeschouwers: 3.156 Arbiter: Verbist |            |
|                         | (0 - 0) | Stevanovič 50' Aissati 62' | Woudestein, Rotterdam Toeschouwers: 3.156 Arbiter: Verbist |            |

Speelronde 8:
| Datum/tijd           | Thuis   | Uitslag   | Uit                                                        | Informatie |
| -------------------- | ------- | --------- | ---------------------------------------------------------- | ---------- |
| 1 oktober 2010 20:45 |         |           |                                                            |            |
| Vitesse              | 0 - 0   | Willem II | GelreDome, Arnhem Toeschouwers: 13.150 Arbiter: Van Hulten |            |
|                      | (0 - 0) |           | GelreDome, Arnhem Toeschouwers: 13.150 Arbiter: Van Hulten |            |

Speelronde 9:
| Datum/tijd                                    | Thuis   | Uitslag    | Uit                                                                        | Informatie |
| --------------------------------------------- | ------- | ---------- | -------------------------------------------------------------------------- | ---------- |
| 17 oktober 2010 14:30                         |         |            |                                                                            |            |
| Roda JC Kerkrade                              | 4 - 1   | Vitesse    | Parkstad Limburg Stadion, Kerkrade Toeschouwers: 13.958 Arbiter: Haverkort |            |
| Sutchuin-Djoum 31' Junker 32' 35' Janssen 50' | (3 - 0) | Jenner 57' | Parkstad Limburg Stadion, Kerkrade Toeschouwers: 13.958 Arbiter: Haverkort |            |

Speelronde 10:
| Datum/tijd            | Thuis   | Uitslag                                                   | Uit                                                    | Informatie |
| --------------------- | ------- | --------------------------------------------------------- | ------------------------------------------------------ | ---------- |
| 24 oktober 2010 16:30 |         |                                                           |                                                        |            |
| Vitesse               | 1 - 4   | FC Utrecht                                                | GelreDome, Arnhem Toeschouwers: 13.864 Arbiter: Bossen |            |
| Pedersen 61'          | (0 - 2) | Rajković 3' (e.d.) Mertens 45' Cornelisse 52' Mulenga 56' | GelreDome, Arnhem Toeschouwers: 13.864 Arbiter: Bossen |            |

Speelronde 11:
| Datum/tijd            | Thuis   | Uitslag                | Uit                                                  | Informatie |
| --------------------- | ------- | ---------------------- | ---------------------------------------------------- | ---------- |
| 27 oktober 2010 21:00 |         |                        |                                                      |            |
| Vitesse               | 0 - 2   | PSV                    | GelreDome, Arnhem Toeschouwers: 14.148 Arbiter: Vink |            |
|                       | (0 - 1) | Reis 32' Dzsudzsák 61' | GelreDome, Arnhem Toeschouwers: 14.148 Arbiter: Vink |            |

Speelronde 12:
| Datum/tijd            | Thuis   | Uitslag | Uit                                                                    | Informatie |
| --------------------- | ------- | ------- | ---------------------------------------------------------------------- | ---------- |
| 31 oktober 2010 12:30 |         |         |                                                                        |            |
| N.E.C.                | 0 - 0   | Vitesse | McDOS Goffertstadion, Nijmegen Toeschouwers: 12.500 Arbiter: Braamhaar |            |
|                       | (0 - 0) |         | McDOS Goffertstadion, Nijmegen Toeschouwers: 12.500 Arbiter: Braamhaar |            |

Speelronde 13:
| Datum/tijd            | Thuis   | Uitslag   | Uit                                                     | Informatie |
| --------------------- | ------- | --------- | ------------------------------------------------------- | ---------- |
| 7 november 2010 14:30 |         |           |                                                         |            |
| Vitesse               | 1 - 1   | AZ        | GelreDome, Arnhem Toeschouwers: 18.183 Arbiter: Sanders |            |
| Aissati 90'           | (0 - 0) | Pellè 47' | GelreDome, Arnhem Toeschouwers: 18.183 Arbiter: Sanders |            |

Speelronde 14:
| Datum/tijd             | Thuis   | Uitslag                                           | Uit                                                                     | Informatie |
| ---------------------- | ------- | ------------------------------------------------- | ----------------------------------------------------------------------- | ---------- |
| 14 november 2010 14:30 |         |                                                   |                                                                         |            |
| VVV-Venlo              | 1 - 5   | Vitesse                                           | Seacon Stadion - De Koel -, Venlo Toeschouwers: 8.000 Arbiter: Makkelie |            |
| Boymans 77' (pen.)     | (0 - 2) | Pluim 11' Jenner 31' Pedersen 85' 86' Aissati 89' | Seacon Stadion - De Koel -, Venlo Toeschouwers: 8.000 Arbiter: Makkelie |            |

Speelronde 15:
| Datum/tijd                | Thuis   | Uitslag         | Uit                                                       | Informatie |
| ------------------------- | ------- | --------------- | --------------------------------------------------------- | ---------- |
| 20 november 2010 19:45    |         |                 |                                                           |            |
| Vitesse                   | 2 - 0   | Heracles Almelo | GelreDome, Arnhem Toeschouwers: 14.382 Arbiter: Gözübüyük |            |
| Pröpper 5' Stevanovič 86' | (1 - 0) |                 | GelreDome, Arnhem Toeschouwers: 14.382 Arbiter: Gözübüyük |            |

Speelronde 16:
| Datum/tijd             | Thuis   | Uitslag   | Uit                                                             | Informatie |
| ---------------------- | ------- | --------- | --------------------------------------------------------------- | ---------- |
| 28 november 2010 12:30 |         |           |                                                                 |            |
| De Graafschap          | 1 - 1   | Vitesse   | De Vijverberg, Doetinchem Toeschouwers: 12.350 Arbiter: Kuipers |            |
| Hersi 23'              | (1 - 1) | Pluim 27' | De Vijverberg, Doetinchem Toeschouwers: 12.350 Arbiter: Kuipers |            |

Speelronde 17:
| Datum/tijd                                              | Thuis   | Uitslag      | Uit                                                         | Informatie |
| ------------------------------------------------------- | ------- | ------------ | ----------------------------------------------------------- | ---------- |
| 3 december 2010 20:45                                   |         |              |                                                             |            |
| FC Groningen                                            | 4 - 1   | Vitesse      | Euroborg, Groningen Toeschouwers: 21.000 Arbiter: Haverkort |            |
| Granqvist 53' (pen.) Matavž 63' Andersson 67' Sparv 81' | (0 - 0) | Pedersen 79' | Euroborg, Groningen Toeschouwers: 21.000 Arbiter: Haverkort |            |

Speelronde 18:
| Datum/tijd             | Thuis   | Uitslag     | Uit                                                        | Informatie |
| ---------------------- | ------- | ----------- | ---------------------------------------------------------- | ---------- |
| 12 december 2010 12:30 |         |             |                                                            |            |
| Vitesse                | 0 - 1   | Ajax        | GelreDome, Arnhem Toeschouwers: 20.860 Arbiter: Van Boekel |            |
|                        | (0 - 1) | Eriksen 11' | GelreDome, Arnhem Toeschouwers: 20.860 Arbiter: Van Boekel |            |

Speelronde 19:
| Datum/tijd             | Thuis   | Uitslag    | Uit                                                               | Informatie |
| ---------------------- | ------- | ---------- | ----------------------------------------------------------------- | ---------- |
| 18 december 2010 19:45 |         |            |                                                                   |            |
| NAC Breda              | 1 - 1   | Vitesse    | Rat Verlegh Stadion, Breda Toeschouwers: 18.000 Arbiter: Liesveld |            |
| Gudelj 58'             | (0 - 1) | Jenner 30' | Rat Verlegh Stadion, Breda Toeschouwers: 18.000 Arbiter: Liesveld |            |

Speelronde 20:
| Datum/tijd            | Thuis   | Uitslag | Uit                                                                        | Informatie |
| --------------------- | ------- | ------- | -------------------------------------------------------------------------- | ---------- |
| 22 januari 2011 19:45 |         |         |                                                                            |            |
| Willem II             | 1 - 0   | Vitesse | Koning Willem II Stadion, Tilburg Toeschouwers: 11.600 Arbiter: Van Boekel |            |
| Janga 26'             | (1 - 0) |         | Koning Willem II Stadion, Tilburg Toeschouwers: 11.600 Arbiter: Van Boekel |            |

Speelronde 21:
| Datum/tijd                                                    | Thuis   | Uitslag              | Uit                                                        | Informatie |
| ------------------------------------------------------------- | ------- | -------------------- | ---------------------------------------------------------- | ---------- |
| 29 januari 2011 18:45                                         |         |                      |                                                            |            |
| Vitesse                                                       | 5 - 2   | Roda JC Kerkrade     | GelreDome, Arnhem Toeschouwers: 13.277 Arbiter: Delferiere |            |
| Matić 16' Van Ginkel 23' 58' López 45+5' (pen.) Babangida 55' | (3 - 1) | Junker 3' Hempte 69' | GelreDome, Arnhem Toeschouwers: 13.277 Arbiter: Delferiere |            |

Speelronde 22:
| Datum/tijd            | Thuis   | Uitslag        | Uit                                                     | Informatie |
| --------------------- | ------- | -------------- | ------------------------------------------------------- | ---------- |
| 6 februari 2011 12:30 |         |                |                                                         |            |
| Vitesse               | 1 - 1   | Feyenoord      | GelreDome, Arnhem Toeschouwers: 15.441 Arbiter: Kuipers |            |
| Aissati 63' (pen.)    | (0 - 0) | Castaignos 56' | GelreDome, Arnhem Toeschouwers: 15.441 Arbiter: Kuipers |            |

Speelronde 23:
| Datum/tijd             | Thuis   | Uitslag | Uit                                                               | Informatie |
| ---------------------- | ------- | ------- | ----------------------------------------------------------------- | ---------- |
| 12 februari 2011 19:45 |         |         |                                                                   |            |
| FC Twente              | 1 - 0   | Vitesse | De Grolsch Veste, Enschede Toeschouwers: 23.750 Arbiter: Makkelie |            |
| Chadli 39'             | (1 - 0) |         | De Grolsch Veste, Enschede Toeschouwers: 23.750 Arbiter: Makkelie |            |

Speelronde 24:
| Datum/tijd             | Thuis   | Uitslag       | Uit                                                      | Informatie |
| ---------------------- | ------- | ------------- | -------------------------------------------------------- | ---------- |
| 20 februari 2011 14:30 |         |               |                                                          |            |
| Vitesse                | 2 - 0   | De Graafschap | GelreDome, Arnhem Toeschouwers: 16.534 Arbiter: Liesveld |            |
| Bony 72' Matić 84'     | (0 - 0) |               | GelreDome, Arnhem Toeschouwers: 16.534 Arbiter: Liesveld |            |

Speelronde 25:
| Datum/tijd                                                                           | Thuis   | Uitslag      | Uit                                                           | Informatie |
| ------------------------------------------------------------------------------------ | ------- | ------------ | ------------------------------------------------------------- | ---------- |
| 26 februari 2011 19:45                                                               |         |              |                                                               |            |
| Heracles Almelo                                                                      | 6 - 1   | Vitesse      | Polman Stadion, Almelo Toeschouwers: 8.475 Arbiter: Haverkort |            |
| Looms 39' Everton 49' Fledderus 59' Overtoom 69' (pen.) 75' (pen.) Kasjia 83' (e.d.) | (1 - 0) | Kasjia 90+2' | Polman Stadion, Almelo Toeschouwers: 8.475 Arbiter: Haverkort |            |

Speelronde 26:
| Datum/tijd                          | Thuis   | Uitslag   | Uit                                                    | Informatie |
| ----------------------------------- | ------- | --------- | ------------------------------------------------------ | ---------- |
| 5 maart 2011 19:45                  |         |           |                                                        |            |
| Vitesse                             | 2 - 0   | VVV-Venlo | GelreDome, Arnhem Toeschouwers: 13.574 Arbiter: Virant |            |
| Van Ginkel 48' De Regt 90+3' (e.d.) | (0 - 0) |           | GelreDome, Arnhem Toeschouwers: 13.574 Arbiter: Virant |            |

Speelronde 27:
| Datum/tijd          | Thuis   | Uitslag       | Uit                                                        | Informatie |
| ------------------- | ------- | ------------- | ---------------------------------------------------------- | ---------- |
| 12 maart 2011 20:45 |         |               |                                                            |            |
| Vitesse             | 1 - 1   | sc Heerenveen | GelreDome, Arnhem Toeschouwers: 15.577 Arbiter: Van Sichem |            |
| Riverola 43'        | (1 - 0) | Janmaat 87'   | GelreDome, Arnhem Toeschouwers: 15.577 Arbiter: Van Sichem |            |

Speelronde 28:
| Datum/tijd                            | Thuis   | Uitslag        | Uit                                                           | Informatie |
| ------------------------------------- | ------- | -------------- | ------------------------------------------------------------- | ---------- |
| 18 maart 2011 20:45                   |         |                |                                                               |            |
| AZ                                    | 3 - 1   | Vitesse        | AFAS Stadion, Alkmaar Toeschouwers: 16.492 Arbiter: Gözübüyük |            |
| Wernbloom 63' Poulsen 81' Martens 84' | (0 - 1) | Van Ginkel 44' | AFAS Stadion, Alkmaar Toeschouwers: 16.492 Arbiter: Gözübüyük |            |

Speelronde 29:
| Datum/tijd            | Thuis   | Uitslag      | Uit                                                       | Informatie |
| --------------------- | ------- | ------------ | --------------------------------------------------------- | ---------- |
| 3 april 2011 12:30    |         |              |                                                           |            |
| Vitesse               | 2 - 1   | N.E.C.       | GelreDome, Arnhem Toeschouwers: 16.377 Arbiter: Braamhaar |            |
| Bony 12' Pedersen 80' | (1 - 0) | Goossens 66' | GelreDome, Arnhem Toeschouwers: 16.377 Arbiter: Braamhaar |            |

Speelronde 30:
| Datum/tijd         | Thuis   | Uitslag | Uit                                                                | Informatie |
| ------------------ | ------- | ------- | ------------------------------------------------------------------ | ---------- |
| 9 april 2011 19:45 |         |         |                                                                    |            |
| ADO Den Haag       | 1 - 0   | Vitesse | Kyocera Stadion, Den Haag Toeschouwers: 14.700 Arbiter: Van Hulten |            |
| Buijs 28'          | (1 - 0) |         | Kyocera Stadion, Den Haag Toeschouwers: 14.700 Arbiter: Van Hulten |            |

Speelronde 31:
| Datum/tijd          | Thuis   | Uitslag      | Uit                                                     | Informatie |
| ------------------- | ------- | ------------ | ------------------------------------------------------- | ---------- |
| 16 april 2011 18:45 |         |              |                                                         |            |
| Vitesse             | 2 - 1   | FC Groningen | GelreDome, Arnhem Toeschouwers: 17.128 Arbiter: Sanders |            |
| Bony 72' Kasjia 81' | (0 - 0) | Holla 64'    | GelreDome, Arnhem Toeschouwers: 17.128 Arbiter: Sanders |            |

Speelronde 32:
| Datum/tijd                                              | Thuis   | Uitslag                    | Uit                                                                 | Informatie |
| ------------------------------------------------------- | ------- | -------------------------- | ------------------------------------------------------------------- | ---------- |
| 24 april 2011 14:30                                     |         |                            |                                                                     |            |
| FC Utrecht                                              | 4 - 2   | Vitesse                    | Stadion Galgenwaard, Utrecht Toeschouwers: 20.500 Arbiter: Liesveld |            |
| Yasuda 51' (e.d.) Mertens 52' Strootman 60' Demouge 73' | (0 - 0) | Kasjia 54' Tighadouini 86' | Stadion Galgenwaard, Utrecht Toeschouwers: 20.500 Arbiter: Liesveld |            |

Speelronde 33:
| Datum/tijd           | Thuis   | Uitslag   | Uit                                                                 | Informatie |
| -------------------- | ------- | --------- | ------------------------------------------------------------------- | ---------- |
| 1 mei 2011 14:30     |         |           |                                                                     |            |
| PSV                  | 2 - 1   | Vitesse   | Philips Stadion, Eindhoven Toeschouwers: 34.000 Arbiter: Van Boekel |            |
| Berg 37' Marcelo 64' | (1 - 0) | López 79' | Philips Stadion, Eindhoven Toeschouwers: 34.000 Arbiter: Van Boekel |            |

Speelronde 34:
| Datum/tijd        | Thuis   | Uitslag                                           | Uit                                                        | Informatie |
| ----------------- | ------- | ------------------------------------------------- | ---------------------------------------------------------- | ---------- |
| 15 mei 2011 14:30 |         |                                                   |                                                            |            |
| Vitesse           | 1 - 4   | Excelsior                                         | GelreDome, Arnhem Toeschouwers: 15.855 Arbiter: Van Hulten |            |
| Riverola 62'      | (0 - 1) | Fernandez 33' Roorda 77' (pen.) 84' Vincken 90+3' | GelreDome, Arnhem Toeschouwers: 15.855 Arbiter: Van Hulten |            |

### KNVB beker
Zie ook: KNVB beker 2010/11

Derde ronde:
| Datum/tijd              | Thuis   | Uitslag                                                           | Uit                                                                   | Informatie |
| ----------------------- | ------- | ----------------------------------------------------------------- | --------------------------------------------------------------------- | ---------- |
| 21 september 2010 20:00 |         |                                                                   |                                                                       |            |
| Flevo Boys              | 0 - 6   | Vitesse                                                           | Sportpark Ervenbos, Emmeloord Toeschouwers: 3.250 Arbiter: Van Sichem |            |
|                         | (0 - 2) | Aissati 8' 16' Barazite 49' 86' Nilsson 64' (pen.) Stevanovič 81' | Sportpark Ervenbos, Emmeloord Toeschouwers: 3.250 Arbiter: Van Sichem |            |

Vierde ronde:
| Datum/tijd                          | Thuis   | Uitslag          | Uit                                                     | Informatie |
| ----------------------------------- | ------- | ---------------- | ------------------------------------------------------- | ---------- |
| 10 november 2010 20:00              |         |                  |                                                         |            |
| Vitesse                             | 3 - 0   | Rijnsburgse Boys | GelreDome, Arnhem Toeschouwers: 7.211 Arbiter: Kamphuis |            |
| Barazite 25' Jenner 45' Pröpper 78' | (2 - 0) |                  | GelreDome, Arnhem Toeschouwers: 7.211 Arbiter: Kamphuis |            |

Achtste finale:
| Datum/tijd                                        | Thuis   | Uitslag | Uit                                                           | Informatie |
| ------------------------------------------------- | ------- | ------- | ------------------------------------------------------------- | ---------- |
| 21 december 2010 20:45                            |         |         |                                                               |            |
| FC Twente                                         | 5 - 0   | Vitesse | De Grolsch Veste, Enschede Toeschouwers: 23.000 Arbiter: Blom |            |
| Janssen 29' 37' De Jong 32' (pen.) 60' Chadli 44' | (4 - 0) |         | De Grolsch Veste, Enschede Toeschouwers: 23.000 Arbiter: Blom |            |

### Oefenwedstrijden
| Datum/tijd        | Thuis   | Uitslag                                                         | Uit                                    | Informatie |
| ----------------- | ------- | --------------------------------------------------------------- | -------------------------------------- | ---------- |
| 3 juli 2010 17:00 |         |                                                                 |                                        |            |
| FC Presikhaaf     | 1 - 6   | Vitesse                                                         | Sportpark Over het Lange Water, Arnhem |            |
| Oelofs 90+'       | (0 - 2) | Nilsson 10' Jenner 41' 89' Felixdaal 70' Pröpper 87' Oztürk 90' | Sportpark Over het Lange Water, Arnhem |            |

| Datum/tijd        | Thuis   | Uitslag                                                   | Uit                             | Informatie |
| ----------------- | ------- | --------------------------------------------------------- | ------------------------------- | ---------- |
| 6 juli 2010 18:30 |         |                                                           |                                 |            |
| VIOS Vaassen      | 1 - 4   | Vitesse                                                   | Sportpark De Kouwenaar, Vaassen |            |
| Peppelman 2'      | (1 - 2) | Pinarci 10' Snijders 16' (pen.) Bessink 52' De Ruiter 85' | Sportpark De Kouwenaar, Vaassen |            |

| Datum/tijd        | Thuis   | Uitslag                                                               | Uit                    | Informatie |
| ----------------- | ------- | --------------------------------------------------------------------- | ---------------------- | ---------- |
| 8 juli 2010 19:30 |         |                                                                       |                        |            |
| RKSV Driel        | 0 - 6   | Vitesse                                                               | Sportpark Driel, Driel |            |
|                   | (0 - 3) | Felixdaal 27' 48' Pluim 31' Snijders 45' Heijckmann 54' De Ruiter 77' | Sportpark Driel, Driel |            |

| Datum/tijd            | Thuis   | Uitslag | Uit                      | Informatie |
| --------------------- | ------- | --- | ------------------------ | ---------- |
| 10 juli 2010 17:30    |         | |                          |            |
| SV Excelsior (Zetten) | 0 - 14  | Vitesse | Leijgraafseweg 7, Zetten |            |
|                       | (0 - 6) | ? 7' (e.d.) Büttner 17' 34' 37' Nilsson 29' Pluim 45' 46' 73' Drost 66' Heijckmann 76' De Ruiter 80' Kodalak 87' Oztürk 88' 90' | Leijgraafseweg 7, Zetten |            |

| Datum/tijd             | Thuis   | Uitslag | Uit                                | Informatie |
| ---------------------- | ------- | --- | ---------------------------------- | ---------- |
| 14 juli 2010 19:00     |         | |                                    |            |
| Reimerswaalse selectie | 1 - 10  | Vitesse | Sportpark Cleijn Moercken, Yerseke |            |
| Bakker 90'             | (0 - 4) | Stevanovič 3' 37' Pluim 31' Büttner 44' Vakalopoulos 52' Riedel 55' Van der Struijk 57' Snijders 63' 80' De Ruiter 78' | Sportpark Cleijn Moercken, Yerseke |            |

| Datum/tijd         | Thuis   | Uitslag | Uit                                 | Informatie |
| ------------------ | ------- | --- | ----------------------------------- | ---------- |
| 15 juli 2010 19:00 |         | |                                     |            |
| Groot Woensdrecht  | 1 - 13  | Vitesse | Sportpark Jac van Hoek, Hoogerheide |            |
| ? 31'              | (1 - 5) | De Ruiter 12' 15' Pluim 17' Riedel 20' 63' Snijders 23' ? 48' (e.d.) Stevanovič 51' Büttner 65' 82' Nilsson 73' 84' Sprockel 90' | Sportpark Jac van Hoek, Hoogerheide |            |

| Datum/tijd         | Thuis   | Uitslag                                                                                | Uit                           | Informatie |
| ------------------ | ------- | -------------------------------------------------------------------------------------- | ----------------------------- | ---------- |
| 17 juli 2010 17:00 |         |                                                                                        |                               |            |
| SV OBW             | 0 - 7   | Vitesse                                                                                | Sportpark Hengelder, Zevenaar |            |
|                    | (0 - 3) | Pluim 29' Van der Struijk 33' Nilsson 43' De Ruiter 56' 70' Pinarci 59' Stevanovič 88' | Sportpark Hengelder, Zevenaar |            |

| Datum/tijd         | Thuis   | Uitslag      | Uit                        | Informatie |
| ------------------ | ------- | ------------ | -------------------------- | ---------- |
| 21 juli 2010 19:00 |         |              |                            |            |
| AGOVV Apeldoorn    | 0 - 1   | Vitesse      | Sportpark Lonapark, Loenen |            |
|                    | (0 - 1) | Snijders 45' | Sportpark Lonapark, Loenen |            |

| Datum/tijd         | Thuis   | Uitslag      | Uit                    | Informatie |
| ------------------ | ------- | ------------ | ---------------------- | ---------- |
| 24 juli 2010 15:00 |         |              |                        |            |
| Vitesse            | 1 - 1   | Hibernian FC | Sportpark Driel, Driel |            |
| ? 38' (e.d.)       | (1 - 0) | Riordan 73'  | Sportpark Driel, Driel |            |

| Datum/tijd         | Thuis   | Uitslag                  | Uit                              | Informatie |
| ------------------ | ------- | ------------------------ | -------------------------------- | ---------- |
| 27 juli 2010 19:00 |         |                          |                                  |            |
| Vitesse            | 1 - 2   | Real Mallorca            | Sportpark De Schuytgraaf, Arnhem |            |
| Pluim 19' (pen.)   | (1 - 1) | Pareira 37' González 80' | Sportpark De Schuytgraaf, Arnhem |            |

| Datum/tijd            | Thuis   | Uitslag         | Uit                                          | Informatie |
| --------------------- | ------- | --------------- | -------------------------------------------- | ---------- |
| 1 augustus 2010 16:00 |         |                 |                                              |            |
| Vitesse               | 1 - 1   | Manisaspor      | Sportpark Lonapark, Loenen Toeschouwers: 600 |            |
| Büttner 26'           | (1 - 0) | Dică 61' (pen.) | Sportpark Lonapark, Loenen Toeschouwers: 600 |            |

| Datum/tijd             | Thuis   | Uitslag | Uit                                | Informatie |
| ---------------------- | ------- | ------- | ---------------------------------- | ---------- |
| 2 september 2010 17:00 |         |         |                                    |            |
| Cercle Brugge          | 1 - 0   | Vitesse | Sportcomplex Van Caloen, Varsenare |            |
| Naudts 73'             | (0 - 0) |         | Sportcomplex Van Caloen, Varsenare |            |

| Datum/tijd                                     | Thuis   | Uitslag      | Uit                        | Informatie |
| ---------------------------------------------- | ------- | ------------ | -------------------------- | ---------- |
| 12 januari 2011 15:00                          |         |              |                            |            |
| Kayserispor                                    | 5 - 1   | Vitesse      | Susesi Sport Center, Belek |            |
| Kujović 47' (pen.) 54' Özçal 67' 90' Özgen 81' | (0 - 1) | Barazite 21' | Susesi Sport Center, Belek |            |

| Datum/tijd            | Thuis   | Uitslag     | Uit                    | Informatie |
| --------------------- | ------- | ----------- | ---------------------- | ---------- |
| 15 januari 2011 15:00 |         |             |                        |            |
| Vitesse               | 2 - 0   | Karabükspor | Sueno Golf Club, Belek |            |
| Pedersen 67' 86'      | (0 - 0) |             | Sueno Golf Club, Belek |            |

| Datum/tijd                  | Thuis   | Uitslag                 | Uit                            | Informatie |
| --------------------------- | ------- | ----------------------- | ------------------------------ | ---------- |
| 18 mei 2011 19:00           |         |                         |                                |            |
| SML                         | 3 - 2   | Vitesse                 | Sportpark De Bakenberg, Arnhem |            |
| Berfelo 14' 20' Mortier 42' | (3 - 1) | Bony 45' Heijckmann 60' | Sportpark De Bakenberg, Arnhem |            |